# Strzelaniny w Lewiston
Strzelaniny w Lewiston – dwie strzelaniny, do których doszło 25 października 2023 roku w Lewiston w stanie Maine w Stanach Zjednoczonych. Sprawcą obu strzelanin był Robert Card.

## Przebieg
Pierwsza strzelanina miała miejsce o godz. 18:56 w centrum rekreacyjnym Sparetime Recreation w Lewiston; gdzie mieściły się kręgielnia oraz restauracja. Sprawca ostrzelał 4 miejsca, po czym zbiegł z miejsca zdarzenia. Następnie przejechał 6,4 kilometra i wtargnął do restauracji Schemengees Bar & Grille Restaurant, gdzie dokonał drugiej masakry. W tym samym czasie, biuro szeryfa hrabstwa Androscoggin oraz policja stanu Maine, ostrzegły mieszkańców Lewistown o działającym w okolicy aktywnym strzelcu.

## Następstwa
Po ataku zamknięto wiele okolicznych szkół i innych lokali oraz rozpoczęto poszukiwania sprawcy. Na miejsce przybyły oddziały FBI i ATF.

## Ofiary strzelaniny
W strzelaninach zginęło 19 osób, w tym sprawca, a rannych zostało 13 następnych osób.
Lista ofiar strzelaniny:

1. Tricia Asselin (lat 53)
2. William Brackett (lat 48)
3. Peyton Brewer-Ross (lat 39)
4. Robert Card (lat 40)
5. Thomas Conrad (lat 34)
6. Michael Deslauriers II (lat 51)
7. Maxx Hathaway (lat 35)
8. Bryan MacFarlane (lat 40)
9. Keith Macneir (lat 64)
10. Ronald Morin (lat 55)
11. Joshua Seal (lat 36)
12. Arthur Strout (lat 42)
13. Robert Violette (lat 76)
14. Lucille Violette (lat 73)
15. Stephen Vozzella (lat 45)
16. Jason Walker (lat 51)
17. Joseph Walker (lat 57)
18. Aaron Young (lat 14)
19. William Young (lat 44)

## Reakcje
W związku ze strzelaniną swoje kondolencje przesłali m.in. senatorzy i kongresmeni z Maine oraz urzędnicy miejscy z Lewiston. O strzelaninie poinformowany został prezydent USA Joe Biden. Wkrótce później prezydent skontaktował się ze służbami i urzędnikami z Maine, żeby zaoferować wsparcie ze strony rządu federalnego.